# Otto Kehm
Otto Kehm (München, 1886. február 10. – ?) német nemzetközi labdarúgó-játékvezető.

## Pályafutása

### Nemzetközi játékvezetés
A Német labdarúgó-szövetség Játékvezető Bizottsága (JB) terjesztette fel nemzetközi játékvezetőnek, a Nemzetközi Labdarúgó-szövetség (FIFA) 1918-tól tartotta nyilván bírói keretében. Több nemzetek közötti válogatott és klubmérkőzést vezetett vagy társának partbíróként segített. Az aktív nemzetközi játékvezetéstől 1918-ban búcsúzott. Válogatott mérkőzéseinek száma: 1.

## Sportvezetőként
Az egyik aktív tagja volt a müncheni Játékvezető Bizottság megalapításának.

## Magyar vonatkozás
| Időpont          | Helyszín                                       | Mérkőzés típusa         | Mérkőzés              | Eredmény | Nézők száma |
| ---------------- | ---------------------------------------------- | ----------------------- | --------------------- | -------- | ----------- |
| 1918. október 6. | W.A.C. [Wiener Athletiksport Club] pálya, Bécs | 70. válogatott mérkőzés | Ausztria–Magyarország | 0 : 3    | 15 000      |

## Külső hivatkozások
- Otto Kehm. World Referee. (Hozzáférés: 2012. április 28.)[halott link]
- Otto Kehm. footballzz.com. (Hozzáférés: 2012. április 28.)
- Otto Kehm. eu-football.info. (Hozzáférés: 2012. április 28.)
- Otto Kehm. iffhs.de. (Hozzáférés: 2012. április 28.)